# Андон Лазаров
Андон (Доне, Дончо) Лазаров е български революционер, струмишки деец на Вътрешната македоно-одринска революционна организация.

## Биография
Андон Лазаров е роден през 1866 година или според други източници около 1871 година в град Струмица, тогава в Османската империя. Работи като обущар. Към 1896 година става член на Струмишкия окръжен революционен комитет. Помощник е на ръководителя Стоян Георгиев. Двамата полагат основите на организацията в Струмишко. Арестуван е при Солунската афера през 1901 година и е изпратен на заточение в Подрум кале, Мала Азия, излиза на свобода след амнистия. През 1904 година отново е арестуван във връзка с атентата на железопътната гара при Гевгели извършен от Христоман Попчевски.
Андон емигрира в България, където живее в София и е активен сред македонската имиграция. Членува в Струмишкото братство в столицата. На общото годишно събрание, проведено на 1 февруари 1925 година, той е избран за председател на братството. Негов заместник с функция секретар-касиер е запасния подпоручик Димитър Нивичанов, син на прочутия струмишки революционер Атанас Нивички.
Към 1926 година се завръща в Струмица, тогава вече в Кралството на сърби, хървати и словенци. Властите постоянно го следят, „на всѣка крачка“, като подозират, че помага на ВМРО. В началото на април 1926 година четниците от ВМРО Атанас Гоцев и Йосиф Киров са изпратени от Георги Въндев в Струмица със задача да убият Илия Кацарски, но не го намират и вместо това хвърлят бомба в кафенето на Кацарски „Сръбски крал“ в центъра на града, при което загиват 1 войник и 1 цивилен и са ранени 6 цивилни, а четниците се връщат в България. След този атентат, Лазаров е извикан в околийското управление на разпит заедно с Коста Атанасов. Последният, от страх, че ще бъде убит, бяга и няколко дни се крие при свой роднина в село Моноспитово, но е предаден от роднината, след което е подложен на изтезания, при които започва да разказва. След мъчителния разпит на Атанасов, вечерта на 24 май Лазаров е взет от дома си под предлог, че ще бъде отведен в околийското управление за разпит. Вместо това е изведен извън града, в местността Безденик край село Ангелци, вляво от шосето за Радовиш, където е изтезаван и убит. След като се разбира за убийството му, в края на май и началото на юни от България в Ново село идват двама четници на ВМРО, които събират информация дали и как е убит Лазаров. След тези събития Коста Атанасов е осъден на 6 години тъмничен затвор.
Единият от синовете му Стоян е член на ММТРО в Струмица, но след убийството на баща му е сплашен и емигрира в България, а другият Мирчо Лазаров е дописник на вестник „Целокупна България“, отвлечен от комунистите македонисти в 1944 година от София и убит в Македония.
Гробът на Лазаров се намира в градските гробища в Струмица.